# Кузгун (пещера)
 Кузгун  (тур.  Kuzgun  ворон) — пещера в долине Кемикли в горной системе Аладаглар, Западный Тавр, Турция.
Её глубина 1400 метров. Является второй по глубине пещерой Турции, после ЭГМА. Не исследована до конца. Предполагается, что она значительно глубже. Вход располагается на высоте 2840 метров. Включает в себя несколько ответвлений и сложную систему из нескольких залов. До глубины —180 м имеет достаточно удобный проход. Первые исследователи достигли глубины —400 метров. В июле 2004 года новая экспедиция за 20 дней продвинулась вглубь на 1000 метров, сделав на короткое время пещеру самой глубокой в стране (в августе этого же года в ЭГМА была достигнута глубина —1429 метров).